# Eloise Jensson
Elois W. Jenssen (* 5. November 1922 in Palo Alto, Kalifornien; † 14. Februar 2004 in Woodland Hills, Los Angeles, Kalifornien) war eine US-amerikanische Kostümbildnerin, die 1951 den Oscar für das beste Kostümdesign in dem Farbfilm Samson und Delilah (1949) von Cecil B. DeMille erhielt.

## Leben
Eloise Jensson begann ihre Laufbahn als Kostümbildnerin bei Filmproduktionen 1947 mit dem Kriminalfilm Dishonored Lady von Robert Stevenson.
1951 erhielt sie den Oscar für das beste Kostümdesign zusammen mit Edith Head, Dorothy Jeakins, Gile Steele und Gwen Wakeling für die Kostüme in Samson und Delilah (1949) von C.B. DeMille.
Mehr als dreißig Jahre später wurde sie bei der Oscarverleihung 1983 abermals für einen Oscar für das beste Kostümdesign nominiert und zwar gemeinsam mit Rosanna Norton für den Disney-Film Tron (1982) von Steven Lisberger. Hierfür bekamen die beiden auch den Saturn Award für das beste Kostüm der Academy of Science Fiction, Fantasy & Horror Films.
Weitere bekannte Produktionen mit von ihr entworfenen und gestalteten Kostümen waren die Fernsehserie I Love Lucy (1953 bis 1955) mit Lucille Ball und Desi Arnaz sowie Mein Engel und ich (Forever Darling, 1956) von Alexander Hall, ebenfalls mit Lucille Ball und Desi Arnaz in den Hauptrollen.